# Chrzanów Ordynacki
Chrzanów Ordynacki – zniesiona wieś, obecnie północna część Chrzanowa w województwie lubelskim, w powiecie janowskim, w gminie Chrzanów, obejmująca części wsi Chrzanów Trzeci i Chrzanów Czwarty oraz  Dalekowice, należące od 1954 do wsi Otrocz.

## Historia
W 1708 roku znajdowały się tutaj: 2 karczmy i 1 folwark, a chłopi posiadali 40 wołów, 56 koni, 223 krowy, 66 świń, 98 owiec, 68 pni pszczół oraz 45 sadów owocowych.
W 1933 utworzono gromadę Chrzanów Ordynacki w gminie Chrzanów w powiecie janowskim w województwie lubelskim. Po wojnie przekształocno ją w gromady Chrzanów Trzeci i Chrzanów Czwarty.